# The Casbah Coffee Club
The Casbah Coffee Club foi um bar de rock and roll na West Derby, área de Liverpool, Inglaterra, que funcionou de 1959 a 1962. Aberto por Mona Best no porão da casa de sua família, o Casbah foi planejado como um clube exclusivo para seus filhos Pete, Rory e seus amigos, para conhecer e escutar a música popular da época. Mona apareceu com a ideia do clube depois de assistir uma reportagem de TV sobre o 2i's Coffee Bar em Soho, Londres, onde muitos cantores foram descobertos.
Os Quarrymen - John Lennon, Paul McCartney, George Harrison e Ken Brown - foram ao clube para marcar sua primeira reserva, a qual Mona concordou, mas disse que precisava terminar de pintar o clube primeiro. Todos os quatro pegaram os pincéis e ajudaram Mona a terminar de pintar as paredes com aranhas, dragões, arco-íris e estrelas. Além das contribuições artísticas dos quatro garotos, Cynthia Powell, que mais tarde se tornaria Cynthia Lennon, pintou uma silhueta de John na parede, que ainda pode ser vista hoje. O grupo costumava tocar no Casbah, já que outros locais, como o Cavern Club, tinham uma política exclusivamente voltada para o jazz na época. A adega - com sua decoração original - ainda existe.
Em 2006, o Ministro da Cultura, David Lammy, anunciou que a adega dos Bests receberia o status de prédio listado como Grade II e uma blue plaque, depois de ter sido recomendada pela English Heritage. Foi inaugurado como uma atração turística em Liverpool, juntamente com as antigas casas de McCartney e Lennon em 20 Forthlin Road e 251 Menlove Avenue, respectivamente.

## Antecedentes
Mona Shaw nasceu em 3 de janeiro de 1924, em Deli, Índia, quando este país havia se tornado colônia do Império Britânico. Ali se casou com John Best, com quem teve dois filhos, Pete Best (n. 1941) e Rory Best (n. 1944). Em 1945, a família se mudou para Liverpool, vivendo em várias casas. Em 1954, Mona se interessou em um casarão vitoriano que se encontrava a venda em Hayman's Green 8, no subúrbio de West Derby, situado ao norte da cidade. Para comprá-lo, Mona penhorou todas as suas jóias e apostou o dinheiro em um cavalo chamado "Never Say Die" ("Nunca Diga Morra"), recebendo um prêmio de 33 vezes e com este montante comprando a casa em 1957.
A casa foi construída por volta de 1860 por um arquiteto desconhecido. Tinha um acre (4,000 m2) de superfície e um sótão que se utilizava para armazenar carvão. Seu proprietário era a Associação de Clubes Conservadores de West Derby.

## Casbah

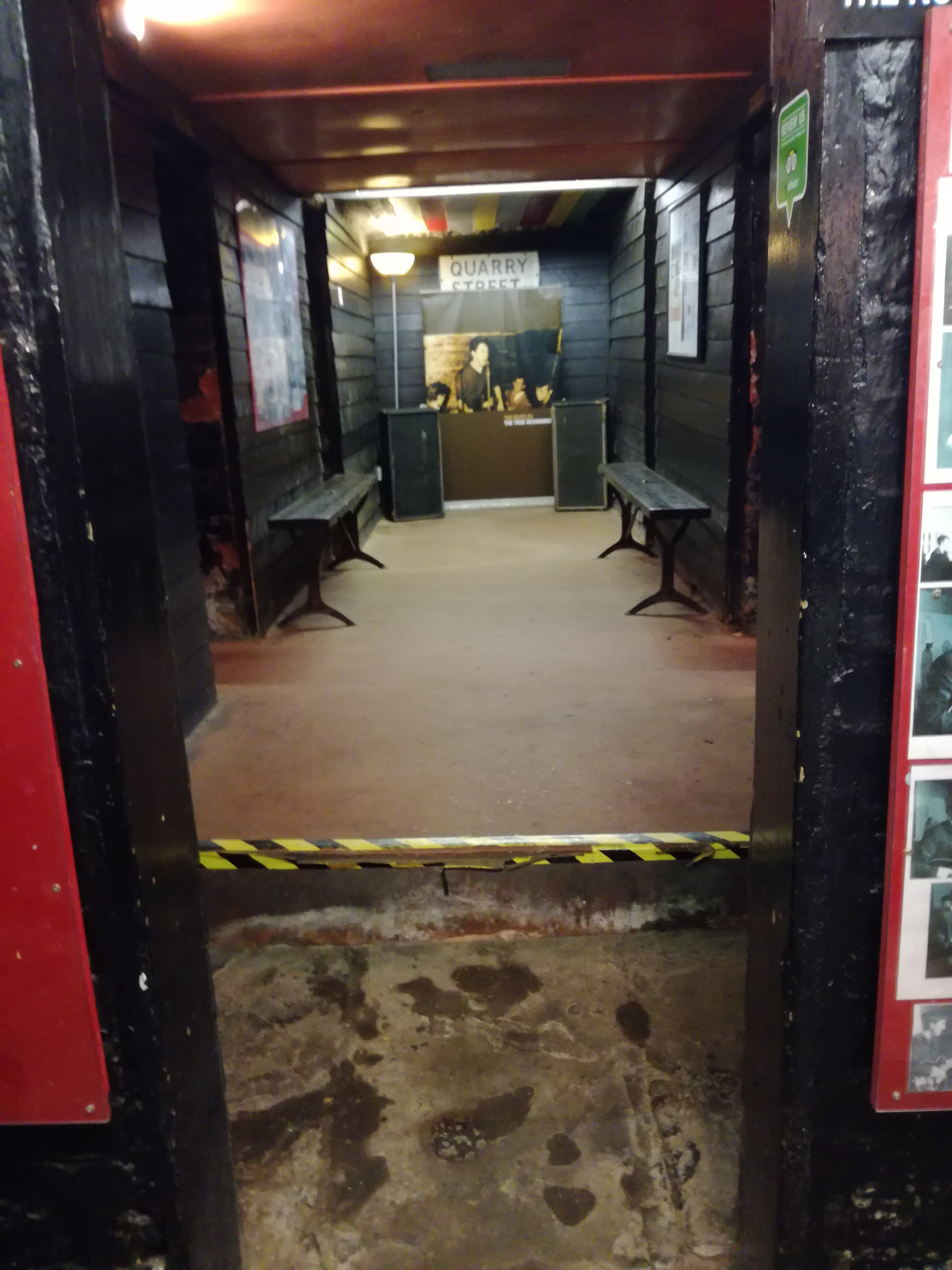
Local do Casbah onde Os Quarrymen realizaram sua apresentação na inauguração do clube

Nos anos finais da década de 1950, os filhos de Mona já eram adolescentes, em um momento que estalava entre os jovens o rock and roll. Mona teve então a ideia de abrir um clube musical em seu sótão, para seus filhos e amigos, no estilo do 2i's Coffee Bar, do bairro de Soho, em Londres, considerado como lugar de nascimento do rock britânico. Mas os clubes musicais de Liverpool, como o Cavern Club, só permitiam que se interpretasse música jazz. Por outro lado, os pubs eram âmbitos quase exclusivamente pensados para homens adultos. Nessas condições se generalizou na Inglaterra a instalação de cafés com máquinas para fazer café expresso (capuccino bars), voltados à geração de adolescentes que estava surgindo, que se converteu em uma imagem para os jovens guitarristas de skiffle.
Mona organizou o clube para adolescentes, estabelecendo uma filiação anual de média coroa, sem bebidas alcoólicas, servindo Coca-Cola, snacks, tortas e café preparado com uma máquina de café expresso, que nenhum outro clube da cidade tinha até então.
Para a inauguração do clube, Mona Best contratou Les Stewart Quartet, integrada por Les Stewart, George Harrison, Ken Brown e Geoff Skinner. Pouco antes da estreia, contudo, os integrantes da banda tiveram um desacordo que provocou o estranhamento de Stewart e Skinner. Harrison então recorreu a John Lennon e Paul McCartney para completar o quarteto, que foram contratados como The Quarrymen, embora sem o baterista Colin Hanton. Mona conseguiu também que os quatro jovens, terminassem de pintar o sótão, com estrelas, símbolos astecas, um arcos-íris, uma tela de aranha e um dragão. Cynthia Powell, então noiva de John, pintou uma silhueta de John tocando guitarra, em branco sobre um fundo preto. Todas essas imagens ainda se encontram no Casbah.

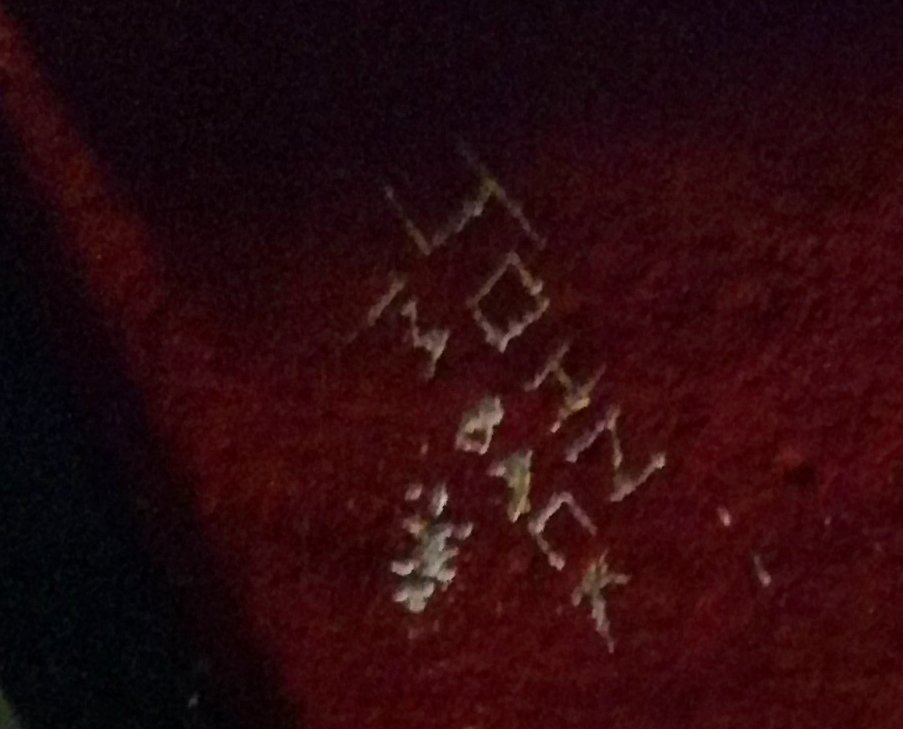
"John I'm back", inscrição de John Lennon no teto do Casbah, logo que Os Beatles regressaram de Hamburgo em dezembro de 1960

A inauguração foi em 29 de agosto de 1959. O Casbah havia vendido 300 cartões de filiação. Utilizaram um só microfone conectado ao pequeno sistema de auto-falantes que tinha o sótão nas diferentes salas. Devido ao êxito de sua apresentação inicial, Mona Best contratou os Quarrymen como banda permanente do clube, devendo apresentar-se todos os sábados.
Ao chegar outubro, os Quarrymen iriam realizar sua sétima apresentação semanal, mas Brown se encontrava com gripe e não estava em condições de tocar, razão pela qual Mona o enviou a uma das salas da casa para que se deitasse na cama. Quando chegou o momento do pagamento, Lennon, McCartney e Harrison pretendiam cobrar também a parte que correspondia a Brown, que não havia tocado. Devido a  Mona ter se oposto a isso, os três jovens se irritaram e deram por terminado o acordo com o Casbah.
Até então, Pete Best estava com 18 anos e estava estudando no Collegiate Grammar School. Entusiasmado com a possibilidade de tocar em uma banda de rock and roll, convenceu a sua mãe a comprar  uma bateria. Pouco depois formou sua própria banda chamada The Blackjacks, que também tocariam no Casbah. Best incorporou a sua banda Chas Newby, Bill Barlow e Ken Brown, que havia sido deixado de lado dos Quarrymen logo depois do incidente da gripe.
Entre os músicos e bandas que atuaram no Casbah, se encontram Colin Manley de The Remo Four, Cilla Black, Rory Storm and the Hurricanes, The Searchers e Gerry & The Pacemakers. The Blackjacks se tornaram a banda permanente do Casbah, embora Os Quarrymen ocasionalmente também fossem tocar e frequentavam assiduamente o clube. Foi no Casbah Club que Lennon e McCartney convenceram Stuart Sutcliffe que comprasse o baixo Höfner 500/5, modelo conhecido na Europa como President, com o dinheiro que havia ganhado pela venda de suas obras na exposição realizada na galeria de John Moores.

## Encerramento
Ainda que a freguesia do clube houvesse ascendido a mais de mil jovens, Mona decidiu fechar o Casbah em 24 de junho de 1962, porque se encontrava nos últimos dias de gestação de seu terceiro filho. Neste dia, os Beatles foram o último grupo a se apresentar, tendo, desde o início do clube, se apresentado um total de 37 vezes.

## Estatuto como herança cultural

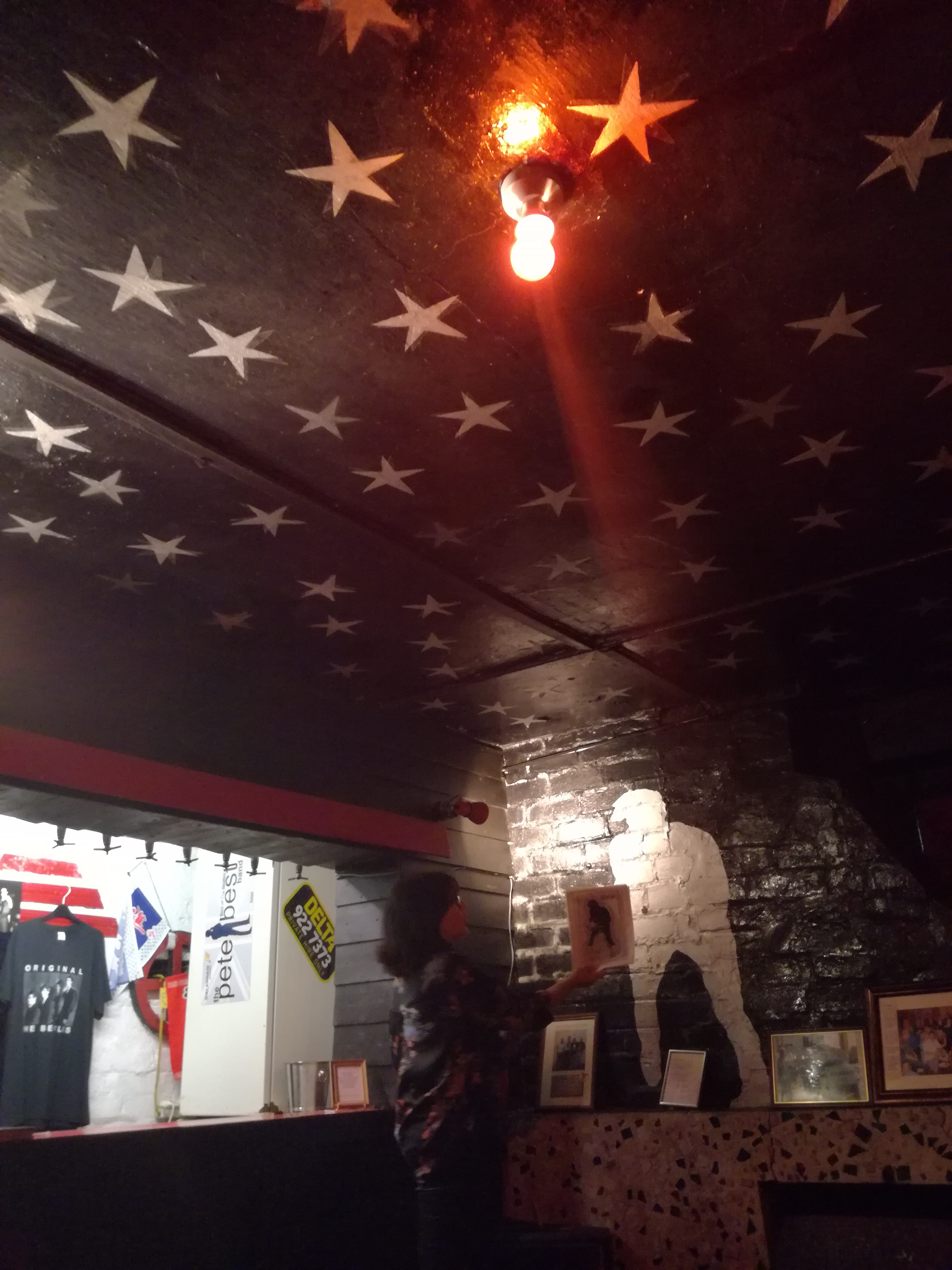
As estrelas do teto foram pintadas por John Lennon e a silhueta de John em branco foi pintada por Cynthia Powell

Em 2006, o ministro da Cultura David Lammy anunciou que o sótão do casarão de Mona Best recebeu o Grade II na lista de edifícios protegidos e uma blue plaque, logo que se realizara uma recomendação nesse sentido por parte de English Heritage, a agência inglesa de proteção do patrimônio cultural desse país. Como resultado, o sótão foi aberto como uma atração turística em Liverpool, assim como as casas de Paul McCartney e John Lennon, em Forthlin Road 20 e Menlove Avenue 251 respetivamente. O clube se encontra a 3,5 milhas (5,6 km) do centro de Liverpool e só se pode visitar com reservas prévias.
McCartney foi citado dizendo, "Penso que é uma boa ideia deixar que as pessoas conheçam sobre o Casbah. As pessoas sabem sobre o Cavern, sobre várias dessas coisas, mas o Casbah foi o lugar onde tudo começou. Nós ajudamos a pintá-lo e consertá-lo. O víamos como nosso clube pessoal."
O funcionário do English Heritage, Bob Hawkins disse: "As habitações do sótão do Casbah Club são historicamente significativas porque representam a evidência tangível da formação dos Beatles, sua crescente popularidade e sua influência através do mundo. O clube sobrevive em uma notável boa preservação desde seu fechamento em 1962, com paredes e tetos pintados com aranhas, dragões, arco-íris e estrelas pelos membros originais da banda, assim como os equipamentos, amplificadores e cadeiras originais dos anos 1960. Não conhecemos outro lugar sobrevivente como este em Liverpool em qualquer outro lugar."